# Легостаев, Руслан Валентинович
Русла́н Валенти́нович Легоста́ев (19 сентября 1962 — 15 января 2015, Москва) — советский и российский артист цирка, заслуженный артист Российской Федерации (1997).

## Биография
В 1986 г. окончил Государственное училище циркового и эстрадного искусства; в выпускном представлении выступал в эксцентрической зарисовке «Бродячие артисты» с А. Бугайцовым.
Работал в «Московском цирке на Цветном бульваре». Выступал в репризах в паре с Маковским, В.Шатиным; в качестве эквилибриста — в паре с А. Бугайцовым.
Умер 15 января 2015 года.
Похоронен на Николо-Архангельском кладбище.

| Год  |     | Название                  | Роль                     |
| ---- | --- | ------------------------- | ------------------------ |
| 2012 | кор | Вера                      | Имя персонажа не указано |
| 2013 | кор | Замок эльфов              | Имя персонажа не указано |
| 2016 | ф   | Вакантна жизнь шеф-повара | Охранник                 |

## Награды и признание
- Заслуженный артист Российской Федерации (1997)[1]